# Domarudden
Domarudden est une réserve naturelle, située à 7 km d'Åkersberga, dans la commune d'Österåker, comté de Stockholm, en Suède.